# 駒澤短期大学
駒澤短期大学（こまざわたんきだいがく、英語: Komazawa Junior College）は、東京都世田谷区駒沢1-23-1に本部を置いていた日本の私立大学である。1950年に設置され、2009年に廃止された。大学の略称は駒短。

## 概要

### 大学全体
- 東京都世田谷区に所在した日本の私立短期大学で、設置主体は学校法人駒澤大学[1]。
- 国内で最初に認可された短期大学149校[注 2]の1校として、1950年に1学科体制で開学した[2]。
- 当初は仏教科のみだったが順次、学科が増設され最大で4学科、最終的には3学科体制となる。
- 2005年度の入学生を最後に[注釈 2]、短期大学としての使命を終える[3]。

### 建学の精神（校訓・理念・学是）
- 駒澤大学を参照。

### 教育および研究
- 駒澤短期大学において最も伝統のある学科は仏教科であり、禅学をベースに日本の仏教に関する専門科目が置かれていた。ほか、特筆すべきは宗教系の短大では唯一、医療技術系の学科となっている放射線科が置かれていたところである。ほか、国文や英文に関する専門学科も置かれていた。

### 学風および特色
- 駒澤短期大学には、日本の短大では唯一の夜間課程をもつ仏教科を擁していた。
- 放射線科を除いた学科は全て、大学と共通した科目が置かれていた。

## 沿革
- 1949年
  - 10月 文部省[注釈 3]に短期大学[注 3]の設置認可に関する申請を行う[注 4]。なお、学科・専攻は以下の通りとなっている[注 5]。
    - 仏教学科 入学定員50名
    - 社会事業学科 入学定員50名
- 1950年
  - 3月14日 左記を以て短期大学の設置が文部省[注釈 3]より認可される[9][10]。
  - 4月1日 左記を以て駒澤大学短期大学が以下の学科体制にて開学する[注 6]。
    - 仏教科第二部 入学定員50名
    - 社会事業学科 入学定員50名→不認可。
- 1951年
  - 4月1日 駒澤短期大学に名称変更されている[注 7]。
- 1962年
  - 4月1日 以下の学科が増設される[14]。
    - 国文科 入学定員40名
    - 英文科 入学定員40名
- 1967年
  - 4月1日 以下の学科を増設する[注 8]。
    - 放射線科 入学定員50名[注 9]。
- 1970年
  - 1月13日 専攻科の設置が認められ、以下の課程を置く[19]。
    - 放射線専攻 入学定員25名[20]
- 1972年
  - 4月1日 学科の入学定員増を以下の通り行う[21]。
    - 国文科 40[注釈 4]→150[注釈 5]
    - 英文科 40[注釈 4]→150[注釈 5]
- 1973年
  - 4月1日 この年度の入学生より放射線科の修業年限を2年制から3年制に延長。
- 1977年
  - 3月31日 上記の理由により左記をもって専攻科放射線専攻正式に廃止となる[24]。
- 1996年
  - 4月1日 専攻科を再設置し、以下の課程を置く[注 10]。
    - 放射線技術科学専攻 入学定員20名
- 2002年
  - 4月1日 この年度で放射線科の学生募集を最終とする[注 11]。
- 2005年
  - 4月1日この年度の入学生を最後とする[注釈 2]。
- 2006年
  - 3月31日 左記をもって放射線科を正式に廃止となる[1]。
- 2009年
  - 10月30日 左記をもって正式に廃止となる[3]。

## 基礎データ

### 所在地
- 東京都世田谷区駒沢1-23-1[注釈 1]

### 象徴
- 駒澤大学を参照。右記資料も参照のこと[28]。

## 教育および研究

### 組織

#### 学科
- 仏教科第二部 入学定員50名[注釈 6]
- 国文科 入学定員150名[注釈 6]
- 英文科 入学定員150名[注釈 6]
- 放射線科 入学定員50名[注 12]

#### 専攻科
- 放射線技術科学専攻 入学定員20名[注 13]。

#### 別科
- なし

#### 取得資格について
- 中学校教諭二種免許状
  - 国語：国文学科[33]
  - 英語：英文学科[33]
  - 宗教：仏教科Ⅱ部[注 14]
- 診療放射線技師受験資格：放射線科
- 当初は仏教科において中学校教諭ほか高等学校教諭免許状（国語・宗教）の教職課程を併設[34]。

#### 学生数
| -        | 入学定員 | 総定員 | 備考   |
| -------- | -------- | ------ | ------ |
| 仏教科   | 50       | 100    |        |
| 国文科   | 150      | 300    |        |
| 英文科   | 150      | 300    |        |
| 放射線科 | 50       | 150    | [ 36 ] |

#### 年度別学生数
| 年度   | 仏教科第二部 | 国文科    | 英文科    | 放射線科    | 参照および備考 |
| ------ | ------------ | --------- | --------- | ----------- | -------------- |
| 1954年 | 男120 女2    | -         | -         | -           | [ 37 ]         |
| 1958年 | 男70 女1     | -         | -         | -           | [ 38 ]         |
| 1959年 | 男49 女1     | -         | -         | -           | [ 39 ]         |
| 1960年 | 男52 女3     | -         | -         | -           | [ 40 ]         |
| 1961年 | 男58 女1     | -         | -         | -           | [ 41 ]         |
| 1962年 | 男50 女0     | 男2 女35  | 男3 女39  | -           | [ 42 ]         |
| 1963年 | 男53 女0     | 男6 女89  | 男8 女92  | -           | [ 43 ]         |
| 1964年 | 男48 女0     | 男5 女163 | 男3 女143 | -           | [ 44 ]         |
| 1965年 | 男41 女1     | 女234     | 女191     | -           | [ 45 ]         |
| 1966年 | 男57 女2     | 女218     | 女176     | -           | [ 46 ]         |
| 1967年 | 男49 女0     | 女211     | 女169     | 男53 女11   | [ 47 ]         |
| 1968年 | 男55 女4     | 女223     | 女167     | 男120 女19  | [ 48 ]         |
| 1970年 | 男55 女10    | 女246     | 女212     | 男104 女21  | [ 49 ]         |
| 1971年 | 男68 女21    | 女246     | 女228     | 男109 女15  | [ 50 ]         |
| 1972年 | 男61 女15    | 女508     | 女372     | 男120 女5   | [ 51 ]         |
| 1973年 | 男65 女13    | 女779     | 女507     | 男98 女10   | [ 52 ]         |
| 1975年 | 男87 女13    | 女697     | 女533     | 男177 女22  | [ 53 ]         |
| 1976年 | 男107 女15   | 女703     | 女541     | 男211 女19  | [ 54 ]         |
| 1977年 | 男131 女12   | 女718     | 女492     | 男195 女38  | [ 55 ]         |
| 1978年 | 男130 女22   | 女704     | 女532     | 男175 女49  | [ 56 ]         |
| 1979年 | 男131 女19   | 女623     | 女555     | 男149 女66  | [ 57 ]         |
| 1980年 | 男123 女15   | 女593     | 女550     | 男145 女68  | [ 58 ]         |
| 1981年 | 男103 女18   | 女581     | 女574     | 男133 女86  | [ 59 ]         |
| 1982年 | 男117 女17   | 女586     | 女569     | 男120 女109 | [ 60 ]         |
| 1983年 | 男121 女15   | 女616     | 女592     | 男136 女105 | [ 61 ]         |
| 1984年 | 男133 女17   | 女549     | 女553     | 男143 女89  | [ 62 ]         |
| 1985年 | 男162 女23   | 女500     | 女487     | 男163 女78  | [ 63 ]         |
| 1986年 | 男190 女28   | 女464     | 女452     | 男167 女78  | [ 64 ]         |
| 1987年 | 男177 女32   | 女435     | 女447     | 男170 女70  | [ 65 ]         |
| 1988年 | 男172 女29   | 女412     | 女429     | 男175 女61  | [ 66 ]         |
| 1989年 | 男175 女26   | 女402     | 女466     | 男172 女60  | [ 67 ]         |
| 1990年 | 男184 女25   | 女389     | 女420     | 男163 女63  | [ 68 ]         |
| 1991年 | 男185 女23   | 女365     | 女355     | 男148 女71  | [ 69 ]         |
| 1992年 | 男139 女18   | 女382     | 女386     | 男125 女75  | [ 注 17 ]      |
| 1993年 | 男115 女19   | 女397     | 女375     | 男111 女77  | [ 72 ]         |
| 1994年 | 男133 女16   | 女402     | 女368     | 男96 女85   | [ 73 ]         |
| 1995年 | 男143 女8    | 女361     | 女340     | 男102 女89  | [ 74 ]         |
| 1996年 | 男129 女8    | 女371     | 女389     | 男107 女89  | [ 75 ]         |
| 1997年 | 男117 女7    | 女395     | 女423     | 男107 女82  | [ 76 ]         |
| 1998年 | 男120 女10   | 女366     | 女370     | 男92 女73   | [ 77 ]         |
| 1999年 | 男110 女13   | 女361     | 女386     | 男103 女76  | [ 78 ]         |

### 研究
- 『駒澤短期大學仏教論集』[79]
- 『駒沢短期大学研究紀要』[80]
- 『駒沢短期大学放射線科論集』[81]
- 『駒澤短大國文』[82]
- 駒澤短期大學英文科『英文学』[83]

## 学生生活

### 部活動・クラブ活動・サークル活動
- 駒澤大学を参照。

### 学園祭
- 駒澤大学を参照。

## 大学関係者と組織

### 大学関係者組織
- 駒澤大学を参照。

### 大学関係者一覧

#### 歴代学長
- 衛藤即応
- 保坂玉泉
- 山田霊林
- 大久保道舟
- 桜井秀雄
- 櫻井徳太郎
- 平井俊榮
- 阿部肇一
- 奈良康明
- 雨宮眞也

#### 名誉教授
- 葉山修平

#### 出身者
卒業生50音順を参照
- 西尾誠示 - 放射線技術学者、駒澤大学名誉教授
- 石井義長 - 歴史家、空也研究家
- 久馬慧忠 - 著作家、禅僧、曹洞宗布教師（仏教科）
- 正田大観 - 著作家、仏教研究家（仏教科）
- 大塚砂織 - イラストレーター
- 安部沙織 - 女優、脚本家、監督
- 古今亭駒子 - 落語家
- 篠原さなえ - 声優、ナレーター、リポーター
- 永堀美穂 - 声優
- 平賀マリカ - ミュージシャン
- ブラザートム - ミュージシャン（仏教科二部）
- 三重野瞳 - 歌手、作詞家、ラジオパーソナリティ、放送作家、脚本家
- 中村緑 - ラジオパーソナリティ、元アナウンサー
- 文村泰子 - フリーアナウンサー
- 丸田絵里子 - 気象予報士
- 小田由香 - アイスホッケー選手
- 尾野聡美 - アイスホッケー選手
- 佐藤理絵 - アイスホッケー選手

## 施設

### キャンパス
- 駒澤大学 駒沢キャンパス内に位置。校舎は殆ど全て大学と共同使用。

### 学生食堂
- 大学と同じ。

### 寮
- 大学と同様に、竹友寮があった。

## 系列校

### 附属校
- 駒澤大学
- 駒澤大学高等学校
- 駒澤大学附属苫小牧高等学校

### 姉妹校
- 駒沢女子大学
- 駒沢女子短期大学
- 駒沢学園女子中学校・高等学校
- 駒沢女子短期大学附属こまざわ幼稚園

### 関係校
- 東北福祉大学
- 東北福祉短期大学
- 鶴見大学
- 鶴見大学短期大学部
- 愛知学院大学
- 愛知学院大学短期大学部

## 卒業後の進路について

### 編入学・進学実績
- 全学科、駒澤大学への編入が多かった。